# Gare de Susaek
La gare de Susaek est une gare ferroviaire des lignes Ge-yeongui, Susaek et Yongsan. Elle est située dans le quartier Susaek-dong de l'arrondissement Eunpyeong-gu, à Séoul en Corée du Sud.
Mise en service en 1908, c'est une importante gare de machandises et de maintenance, via son dépôt. Elle partage son bâtiment avec la station de métro Susaek de la ligne Gyeongui-Jungang.

## Histoire
La gare de Susaek est mise en service le 1er avril 1908. Elle devient une gare de la ligne Gyeongui, lors de l'ouverture de la section de Namdaemun à Susaek, le 11 juillet 1921. La ligne est prolongée de Susaek à Sogang le 3 février 1955.

Bâtiment provisoire
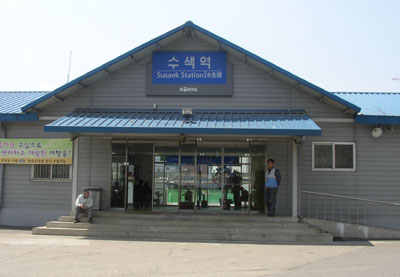
En 2006.
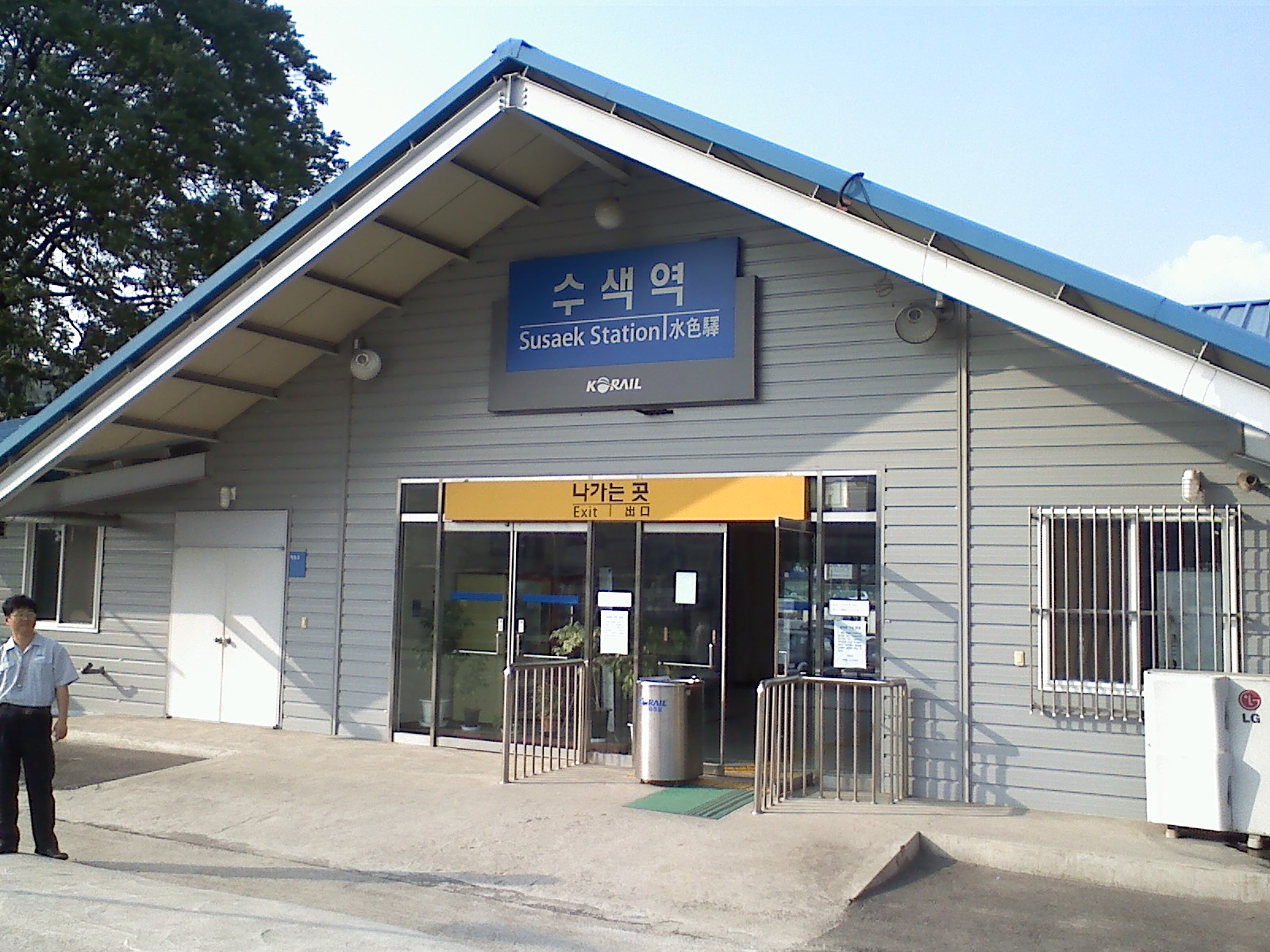
En juin 2009.
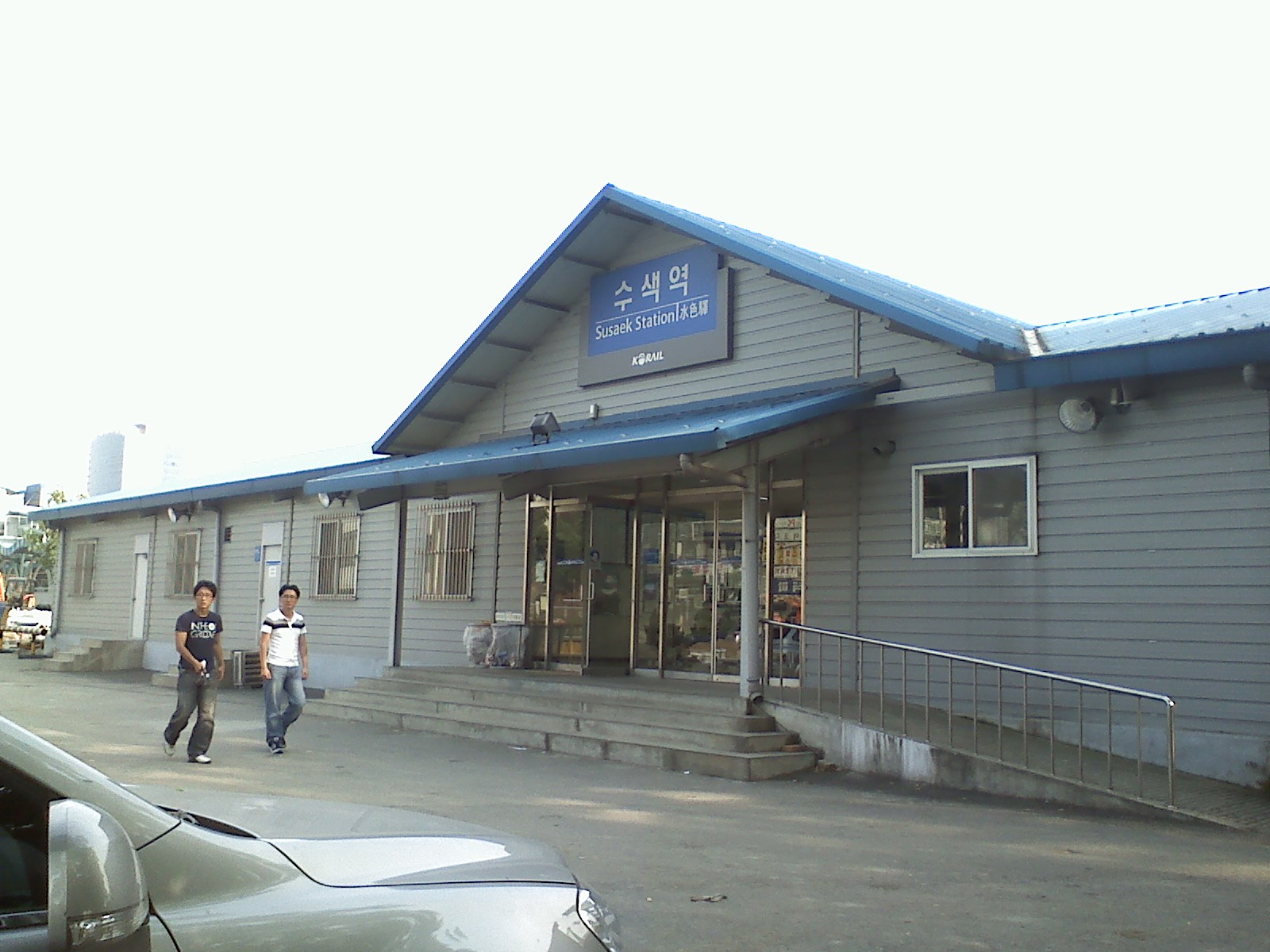
En juin 2009.

Un nouveau bâtiment est mis en service en juin 2009.

## Service des marchandises
La gare de Susaek traite quotidiennement plus de 180 wagons de marchandises.

## Dépôt
Le travail de maintenance sur les trains est actif avec de nombreux mouvements quotidiens.

Bâtiment provisoire
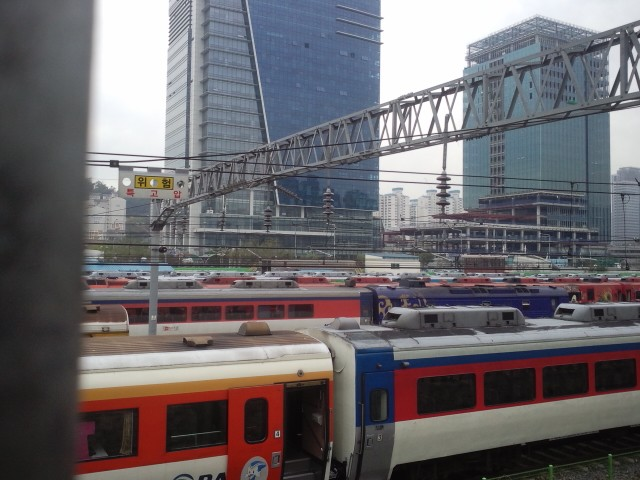
En 2011.
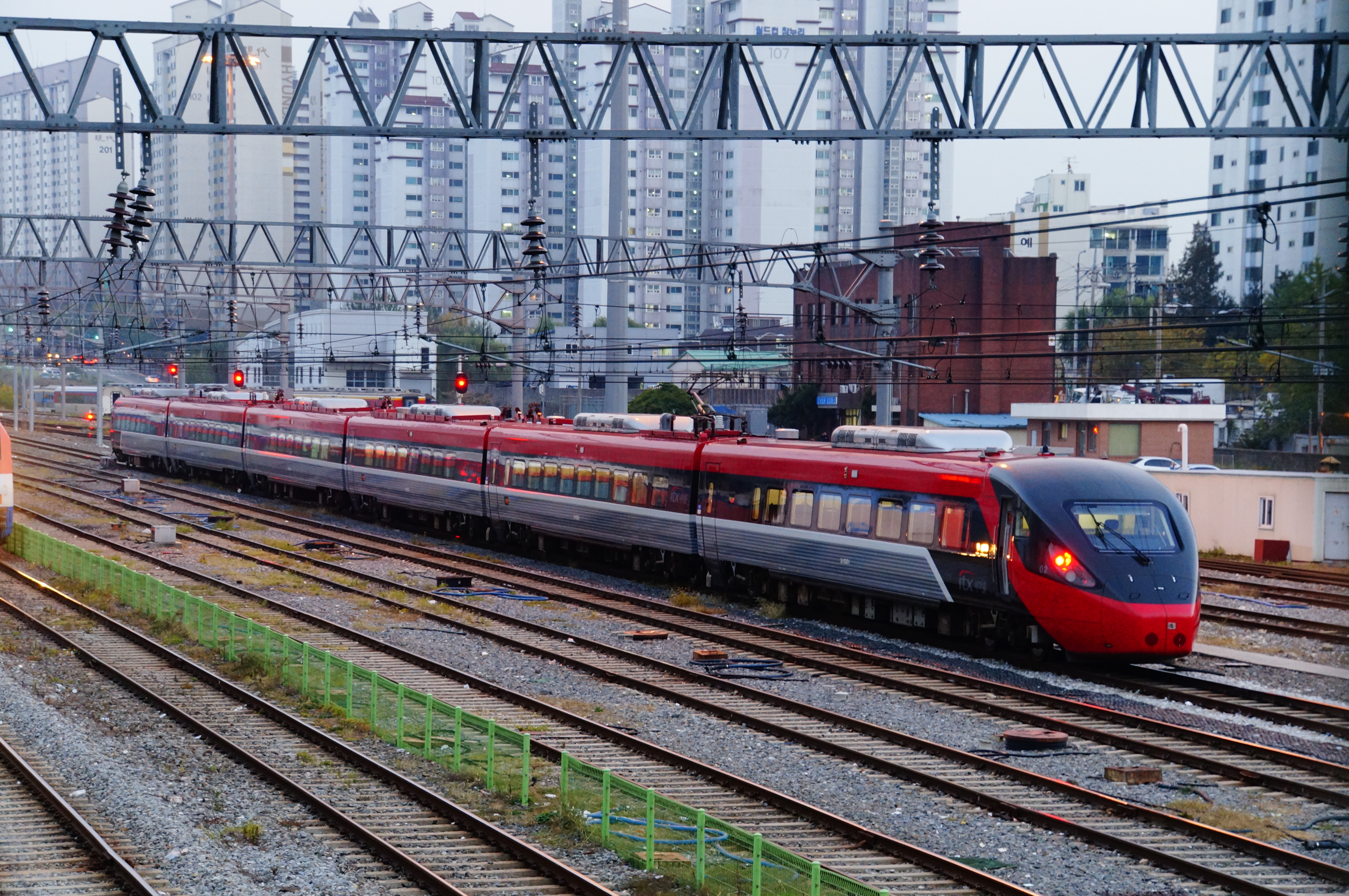
En 2014.
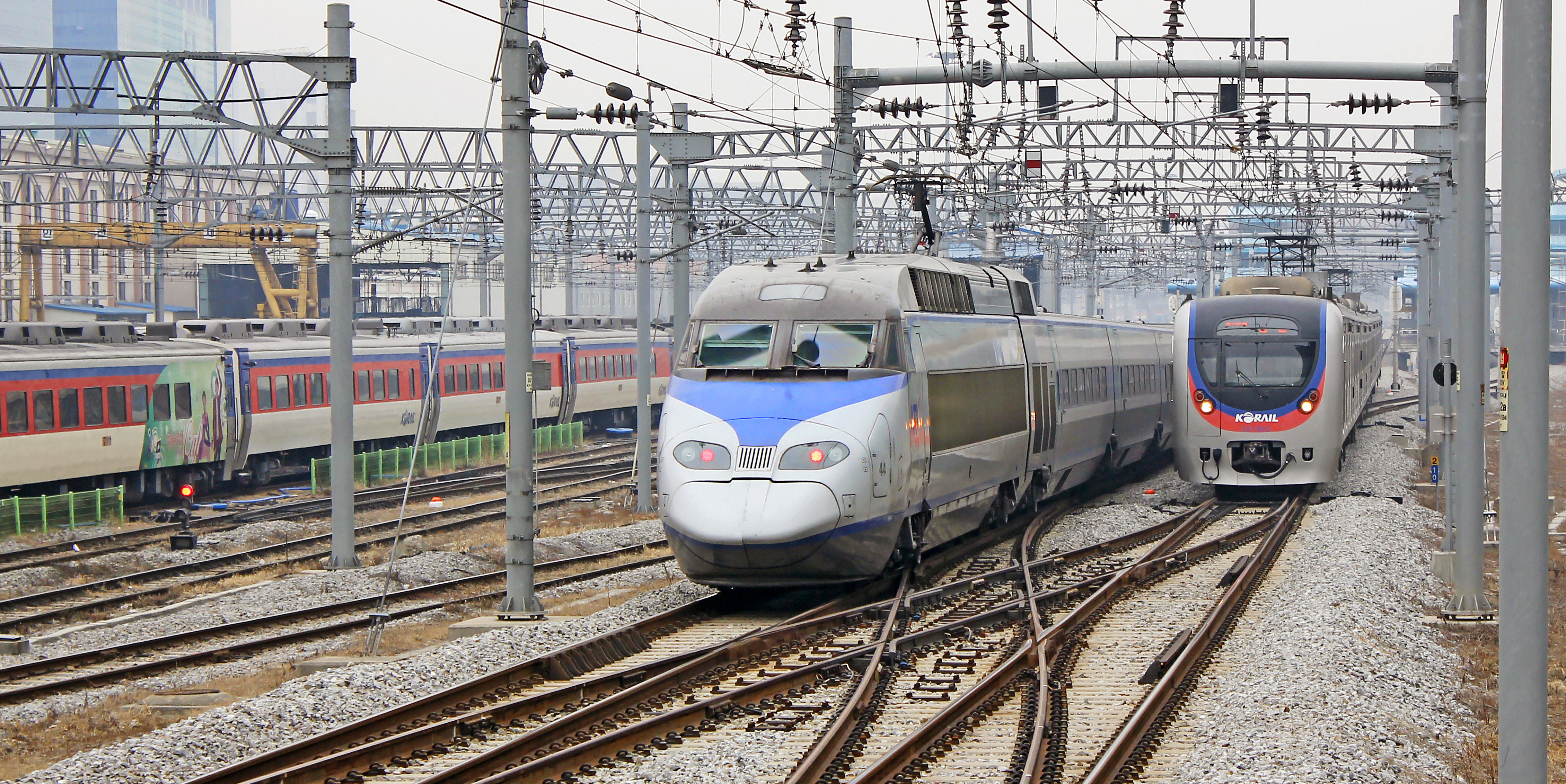
En 2015.